# IHF Super Globe de 2007
O IHF Super Globe de 2007 foi a terceira edição do torneio de clubes continentais, sediado no Cairo, Egito, entre os dias 5 a 9 de junho.
O BM Ciudad Real foi o campão do torneio no sistema todos contra todos.